# Bürde
Bürdekapazität leitet hierher weiter. Nicht zu verwechseln mit Brüdenkondensator
Unter einer Bürde wird in der elektrischen Messtechnik und Elektronik eine Belastung eines Messgerätes verstanden, das ein elektrisches Ausgangssignal liefert wie beispielsweise bei Messumformern oder Messwandlern, und zwar eine Belastung im Sinn eines Lastwiderstands. Der Begriff Bürde umfasst den gesamten Gleich- und Wechselstromwiderstand der Verbindungsleitungen und Geräte, die extern an die Ausgangsklemmen angeschlossen sind.
Vielfach verhalten sich diese Messgeräte wie eine Stromquelle. Durch deren besonderen Charakter liegen die Verhältnisse umso ungünstiger, je größer der Lastwiderstand ist: Während bei einer Spannungsquelle der Kurzschluss der zu vermeidende Betriebszustand ist, ist bei einer Stromquelle der Leerlauf infolge offener Anschlussklemmen zu vermeiden, also der unendlich große Lastwiderstand; im Jargon spricht man bei einer Überlastung aufgrund einer zu großen Bürde auch von Überbürdung.
Der Begriff Bürde wird im Wesentlichen im Bereich der elektrischen Energietechnik sowie der Automatisierungstechnik (bei Geräten mit Einheitssignalen) benutzt. Daneben gibt es den Begriff Bürde bzw. Bürdekapazität als gelegentliche Bezeichnung der Lastkapazität von in Parallelresonanz betriebenen Schwingquarzen.

## Bürde in der Energietechnik
Bei Stromwandlern in der elektrischen Energietechnik und der Hochspannungstechnik ist die Bürde ein unvermeidlicher und auch erforderlicher Begleiter der Messung der (übersetzten) Stromstärke. Die Bürde kann als Gleich- oder als Wechselstromwiderstand mit induktivem Anteil auftreten. Beispielsweise kommt als Bürde direkt ein Strommessgerät in Frage. Auch manche Ausführungen von Zubehör-Zangenstrommessern für Multimeter (also solche ohne eingebaute Anzeige) sind wie Stromwandler konstruiert.
Stromwandler müssen bestimmte Genauigkeitsanforderungen einhalten, da sie unter anderem zur Messung der elektrischen Energie und ihrer Abrechnung dienen. Die Bürde muss einen gegebenen Bereich einhalten, damit die Messabweichung genügend klein bleibt. Bei Stromwandlern werden zur Einhaltung einer Genauigkeitsklasse zulässige Belastungswerte in der Norm EN 61869 festgelegt. Der Begriff Bemessungsbürde (in früheren Normen Nennbürde) bezeichnet die höchstzulässige Belastung des Stromwandlers. Sie wird als Scheinleistung in der Einheit Voltampere (VA) angegeben, gebildet als Produkt des am Stromwandler sekundärseitig auftretenden Nennstromes (üblich sind 5 A) und des zugehörigen Spannungsabfalls an der Bürde. Die Werte für handelsübliche Bürden bewegen sich zwischen 2,5 VA und 30 VA.
Auch bei Spannungswandlern wird die Bürde, die Impedanz des Sekundärkreises, üblicherweise durch die Scheinleistung ausgedrückt, die bei festgelegten Bedingungen aufgenommen wird.

## Bürde in der Automatisierungstechnik

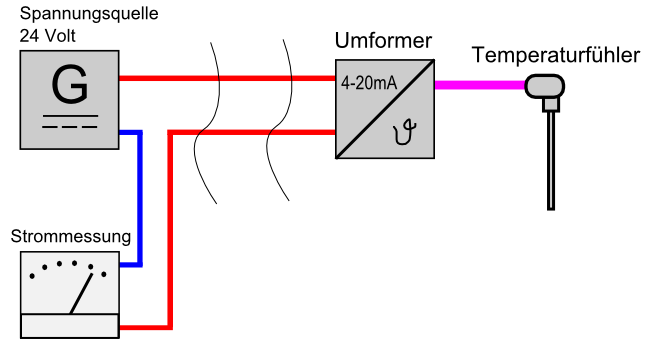
Schaltungsbeispiel mit Stromsignal und zugleich Energieversorgung des Umformers über zwei Leitungen

Ein weiterer Anwendungsbereich liegt in der Automatisierungstechnik und der 4-bis-20-mA-Technik nach DIN IEC 60381-1 in Form einer analogen Zweileiterschaltung für Sensorsignale. Der Wertebereich der Stromstärke dieser Schaltung liegt zwischen 4 und 20 mA. Das im Bild gezeigte Stromanzeigegerät und der Widerstand der in jeder Installation unterschiedlich langen Übertragungsleitungen stellen die Bürde dar, die in einem zulässigen Bereich auf die Stromstärke einen verschwindend kleinen Einfluss haben soll. Um die Spezifikationen des Einheitssignals einzuhalten (und damit die korrekte Funktion der über die Leitung versorgten Sensoren zu gewährleisten), darf die Bürde nicht zu hochohmig sein. Wenn in der gezeigten Schaltung der Umformer eine Mindest-Speisespannung von 10 V erfordert, darf bei einer Speisespannung von 24 V die Bürde bis zu 700 Ω betragen, was bei 20 mA einen Spannungsverlust bis (24−10) V ergibt.

## Belege
1. ↑  IEC 60050, deutschsprachige Ausgabe bei DKE Deutsche Kommission Elektrotechnik Elektronik Informationstechnik in DIN und VDE: Internationales Elektrotechnisches Wörterbuch, IEV-Nummer 321-01-25.
2. ↑  DIN EN 60688:2013-08 Elektrische Messumformer zur Umwandlung von elektrischen Wechselstromgrößen und Gleichstromgrößen in analoge oder digitale Signale. Nr. 3.1.9.
3. ↑  Kurt Bergmann: Elektrische Meßtechnik. Vieweg, 1993, S. 71.
4. ↑  Melchior Stöckl, Karl Heinz Winterling: Elektrische Meßtechnik. Teubner, 1987, S. 168.
5. ↑  Hans-Hellmuth Cuno: Praktische Elektronik. (PDF) VIII Oszillatorschaltungen. 8. September 2003, S. 7, abgerufen am 11. April 2016: „Die zum Quarz parallelgeschaltete Kapazität wird als Bürde bezeichnet.“
6. 1 2  DIN EN 61869-1:2010-04, zugleich VDE 0414-9-1: Messwandler – Teil 1: Allgemeine Anforderungen.
7. ↑  DIN EN 61869-2:2013-07, zugleich VDE 0414-9-2: Messwandler – Teil 2: Zusätzliche Anforderungen für Stromwandler.
8. ↑  DIN IEC 60381-1:1985-11: Analoge Signale für Regel- und Steueranlagen; Analoge Gleichstromsignale.
9. ↑  Aus Werksunterlage (PDF) Seite 7, Bild 12; abgerufen am 15. Juni 2016.
10. ↑  Aus Werksunterlage (PDF) (Memento des Originals vom 15. Juni 2016 im Internet Archive)  Info: Der Archivlink wurde automatisch eingesetzt und noch nicht geprüft. Bitte prüfe Original- und Archivlink gemäß Anleitung und entferne dann diesen Hinweis. Seiten 3 und 7; abgerufen am 15. Juni 2016.